# Gelsenkirchen-Bismarck
Gelsenkirchen-Bismarck ist ein Stadtteil der Stadt Gelsenkirchen im Ruhrgebiet. Der Stadtteil liegt im Stadtbezirk Mitte und hatte am 31. Dezember 2023 insgesamt 16.509 Einwohner. Im Norden trennen der Rhein-Herne-Kanal und die Emscher Bismarck von den Gelsenkirchener, ehemals Buerer Stadtteilen Erle und Resser Mark, im Osten grenzt Bismarck an Herne-Wanne, im Süden liegt der Gelsenkirchener Stadtteil Bulmke-Hüllen, im Westen liegen Schalke und Schalke-Nord. Durch Bismarck verlaufen die Bahnstrecken Herne–Oberhausen-Sterkrade bzw. Winterswijk-Bismarck. Letztere wird heute als Emschertal-Bahn im Personennahverkehr zwischen Dortmund und Dorsten mit der Station Gelsenkirchen-Zoo bedient. Anlässlich der Eröffnung des Ruhr-Zoos erhielt der damalige Personenbahnhof Gelsenkirchen-Bismarck am 22. Mai 1955 die heutige Bezeichnung. Parallel verläuft die A 42, nördlich davon befindet sich die Zoom Erlebniswelt (ehemals Ruhr-Zoo). Die Bundesstraße 227 führt als Bismarckstraße durch den Stadtteil. Westlich von dieser verkehrt seit Mai 1994 unterirdisch die Linie 301 der Stadtbahn. Zuvor befuhr sie als Straßenbahn die Bismarck- und Münsterstraße, wovon noch Gleisreste zeugen. Der traditionsreiche Fußballverein Rot-Weiß Wacker Bismarck 1925 war der Heimatverein von Stan Libuda.

## Geschichte
Der heutige Name des Stadtteils geht auf die Zeche Graf Bismarck und ihre um 1870 gebauten Zechenkolonien zurück, die nach dem preußischen Ministerpräsidenten Otto von Bismarck benannt war. Mit diesem und anderen Bergwerken begann der wirtschaftliche Aufschwung und das Bevölkerungswachstum der Gemeinde Braubauerschaft. Diese gehörte bis 1868 zum Amt Wattenscheid, dann zum Amt Gelsenkirchen, ab 1877 zum Amt Schalke im Landkreis Bochum und ab 1887 als eigenes Amt zum inzwischen neu gegründeten Landkreis Gelsenkirchen. Am 6. Februar 1900 wurde die Gemeinde Braubauerschaft in Bismarck umbenannt. Am 1. April 1903 wurde sie in die neue Großstadt Gelsenkirchen eingemeindet.
Die Zeche Graf Bismarck wurde 1966 stillgelegt. Nach dem fördertechnischen Zusammenschluss der Zeche Consolidation (genannt Consol) mit der Zeche Hugo 1993 wurde das letzte verbliebene Bergwerk bis 1995 schrittweise aufgegeben, was zum Verlust von 4000 Arbeitsplätzen führte.

## Architektur und Kultur

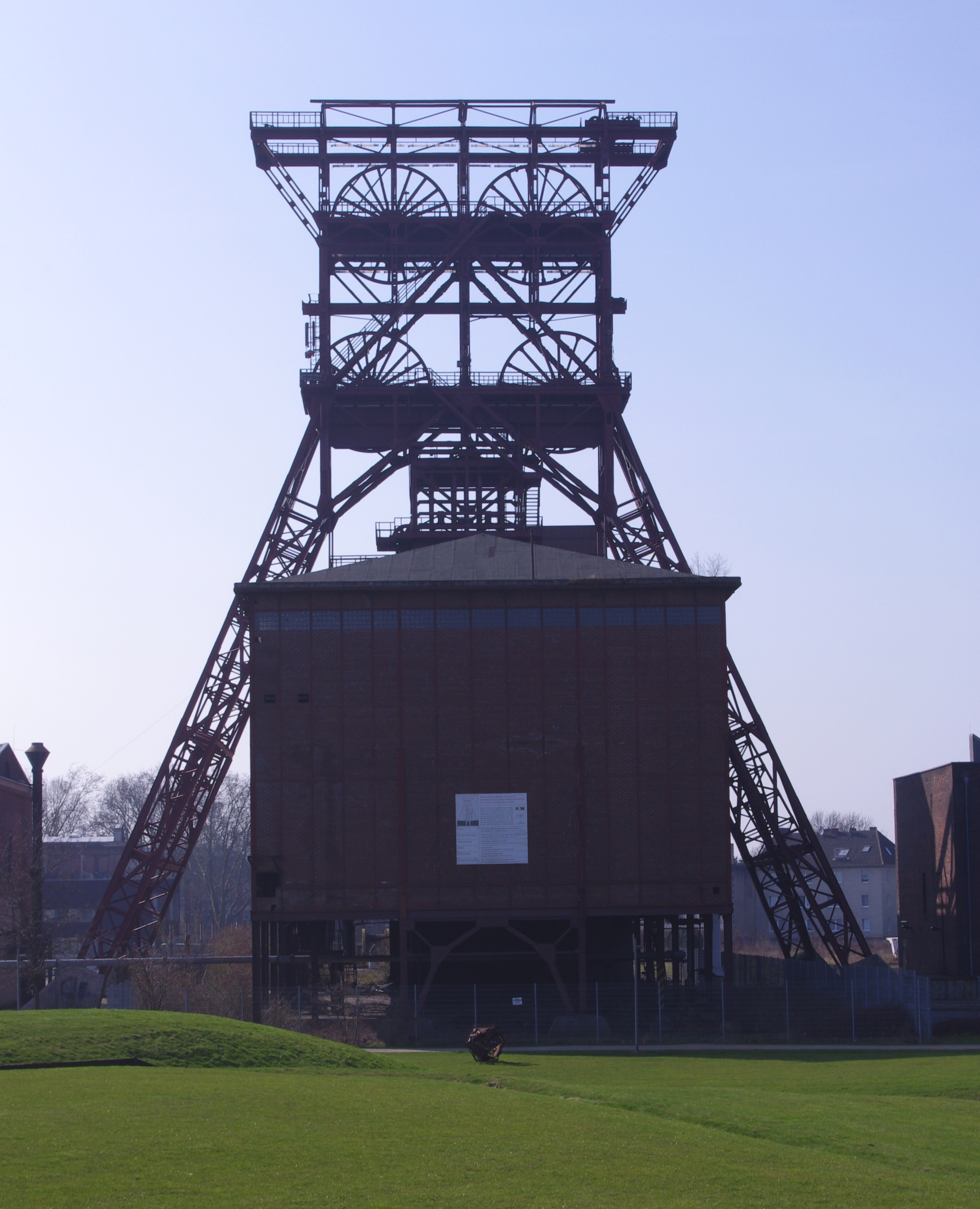
Doppelstrebengerüst der Zeche Consol

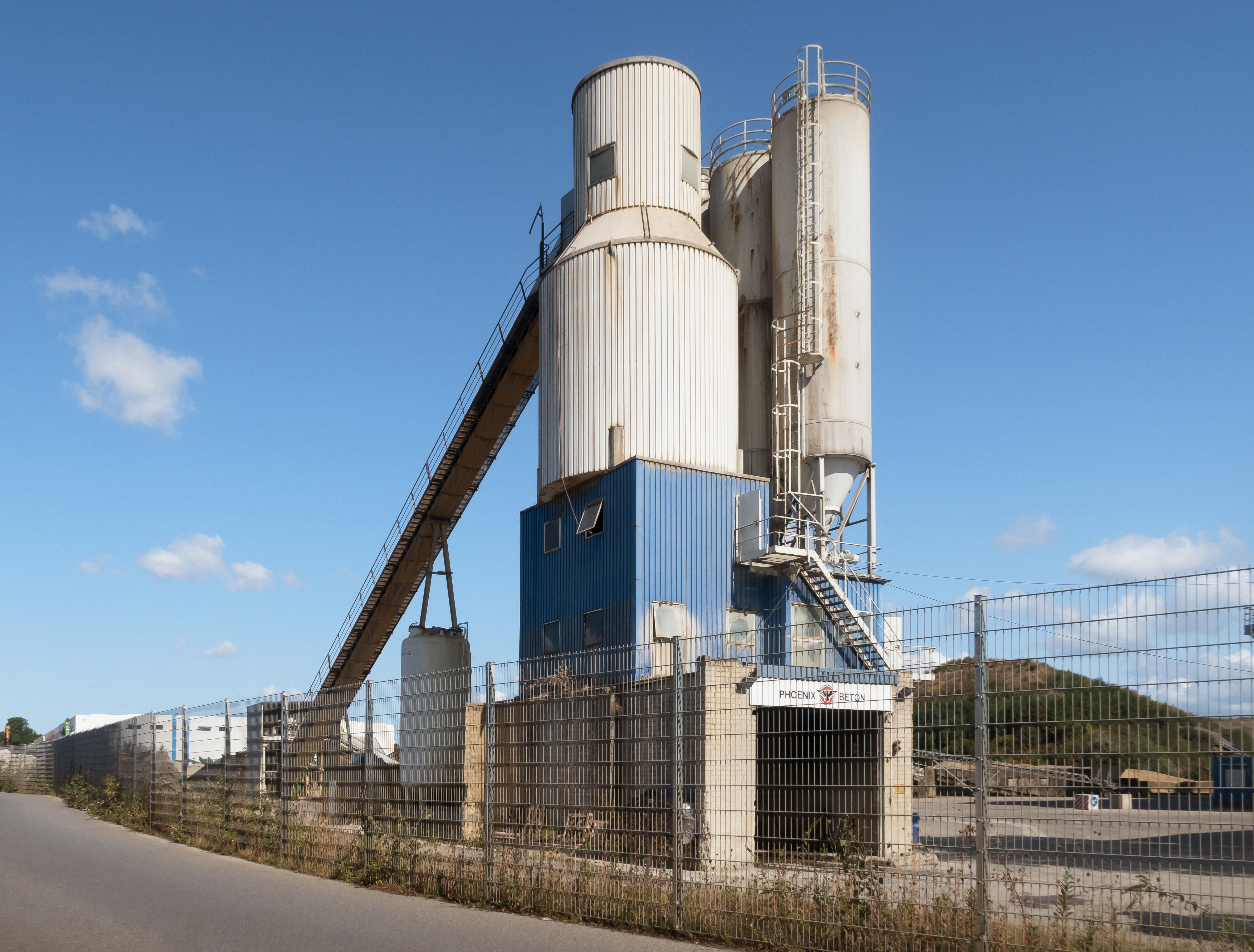
Bismarck, Gelände Phoenix Beton

Das Doppelstrebengerüst in Fachwerkbauweise über dem Zentralförderschacht 9 der Zeche Consol aus dem Jahr 1922 steht heute, wie das benachbarte Fördergerüst über Schacht 4, unter Denkmalschutz. Das Gelände wird heute kulturell genutzt, unter anderem vom Consol-Theater für Kinder- und Jugendtheateraufführungen. Dies geht auf das Förderungsprogramms Soziale Stadt NRW von 1995 bis 2005 in Zusammenarbeit mit dem Stadtteilbüro Gelsenkirchen Bismarck / Schalke-Nord zurück.
Die Evangelische Gesamtschule Gelsenkirchen-Bismarck wurde von 1999 bis 2004 in Form einer kleinen Stadt aus holzverkleideten Pavillons ausgeführt. Die Ideen dazu kamen zum Teil von den Schülern des Stadtteils und wurden von den Architekten Plus + Bauplanung, Hübner, Forster, Eggler umgesetzt.
Im Stadtteil Bismarck befinden sich auch die denkmalgeschützte Bleckkirche sowie die benachbarte Zoom Erlebniswelt und das historische Bahnbetriebswerk Gelsenkirchen-Bismarck.

## Bevölkerung
Zum 31. Dezember 2023 lebten 16.509 Einwohner in Bismarck.
- Anteil der weiblichen Bevölkerung: 50,4 % (Gelsenkirchener Durchschnitt: 50,5 %)[7]
- Anteil der männlichen Bevölkerung: 49,6 % (Gelsenkirchener Durchschnitt: 49,5 %)[8]
- Ausländeranteil: 26,8 % (Gelsenkirchener Durchschnitt: 26,0 %)[9]

### Einwohnerzahlen
| Jahr | Einwohner |
| ---- | --------- |
| 1798 | 241       |
| 1818 | 410       |
| 1843 | 446       |
| 1861 | 597       |
| 1867 | 853       |
| 1871 | 1.250     |
| 1875 | 3.303     |
| 1880 | 4.577     |
| 1885 | 6.813     |
| 1889 | 9.539     |
| 1895 | 14.469    |

| Jahr | Einwohner |
| ---- | --------- |
| 1900 | 21.420    |
| 1905 | 23.548    |
| 1910 | 27.189    |
| 1915 | 27.919    |
| 1920 | 27.149    |
| 1925 | 29.757    |
| 1930 | 31.998    |
| 1935 | 31.168    |
| 1940 | 29.251    |
| 1945 | 23.935    |
| 1950 | 30.593    |

| Jahr | Einwohner |
| ---- | --------- |
| 1955 | 21.339    |
| 1960 | 24.888    |
| 1965 | 23.516    |
| 1970 | 22.311    |
| 1975 | 20.000    |
| 1980 | 19.464    |
| 1985 | 17.929    |
| 1990 | 18.331    |
| 1995 | 18.155    |
| 2000 | 17.424    |
| 2002 | 16.903    |

| Jahr | Einwohner |
| ---- | --------- |
| 2004 | 16.534    |
| 2006 | 16.474    |
| 2008 | 16.255    |
| 2010 | 15.911    |
| 2012 | 15.714    |
| 2014 | 15.903    |
| 2016 | 16.195    |
| 2018 | 16.015    |
| 2020 | 15.906    |